# Morea-Expedition
1821

Walachischer Aufstand – Kalamata – Navarino – Patras – Salona – Livadeia – Lalas – Samothraki – Monemvasia – Alamana – Valtetsi – Doliana – 1. Akropolis – Gravia – Drăgășani – Grana – Vasilika (Thessaloniki) – Sculeni – Vasilika (Fthiotida) – Tripoli
1822–1824

Akrokorinth – Chalandritsa – Chios – Naoussa – Chios – Peta – Kompoti – Dervenakia – Agionori – Nauplia – 1. Missolonghi – Karpenisi – 2. Missolonghi – Kasos – Psara – Samos – Gerontas
Griechische Bürgerkriege 1823–1825
Ägyptische Intervention

Kremmydi – Andros – Sphacteria – Maniaki – Myloi – Alexandria – Kakosalesi – Kleisova – 3. Missolonghi – Kastraki – Mani – Varnakova – 2. Akropolis – Arachova – Kamatero – Phaleron
Intervention der Großmächte

Volos – Itea – Mega Spilaio – Navarino – Morea-Expedition – Chios-Expedition – Mortino – Koronisia – Petra
Seeschlachten sind in kursiv

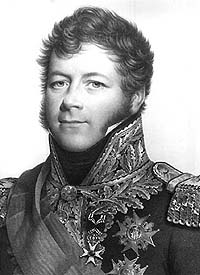
General Maison

Die Morea-Expedition (frz. Expédition de Morée) war eine französische Militäroperation zwischen 1828 und 1833. Sie fand zur Zeit der Griechischen Revolution statt und führte auf den Peloponnes, damals Morea genannt. Militärisches Ziel war eine Schwächung des Einflusses des Osmanischen Reiches. Im April 1826 war Mesolongi vom Osmanischen Reich nach mehrfacher Belagerung eingenommen worden. Am 20. Oktober 1827 hatte eine Flotte mit Franzosen, Engländern und Russen die Seeschlacht bei Navarino gewonnen. 1828 ging das Expeditionskorps bei Koroni an Land und blieb dort bis 1833. Die Militäroperation stand unter dem Kommando von Nicolas-Joseph Maison, der rund 13.000 Soldaten befehligte.

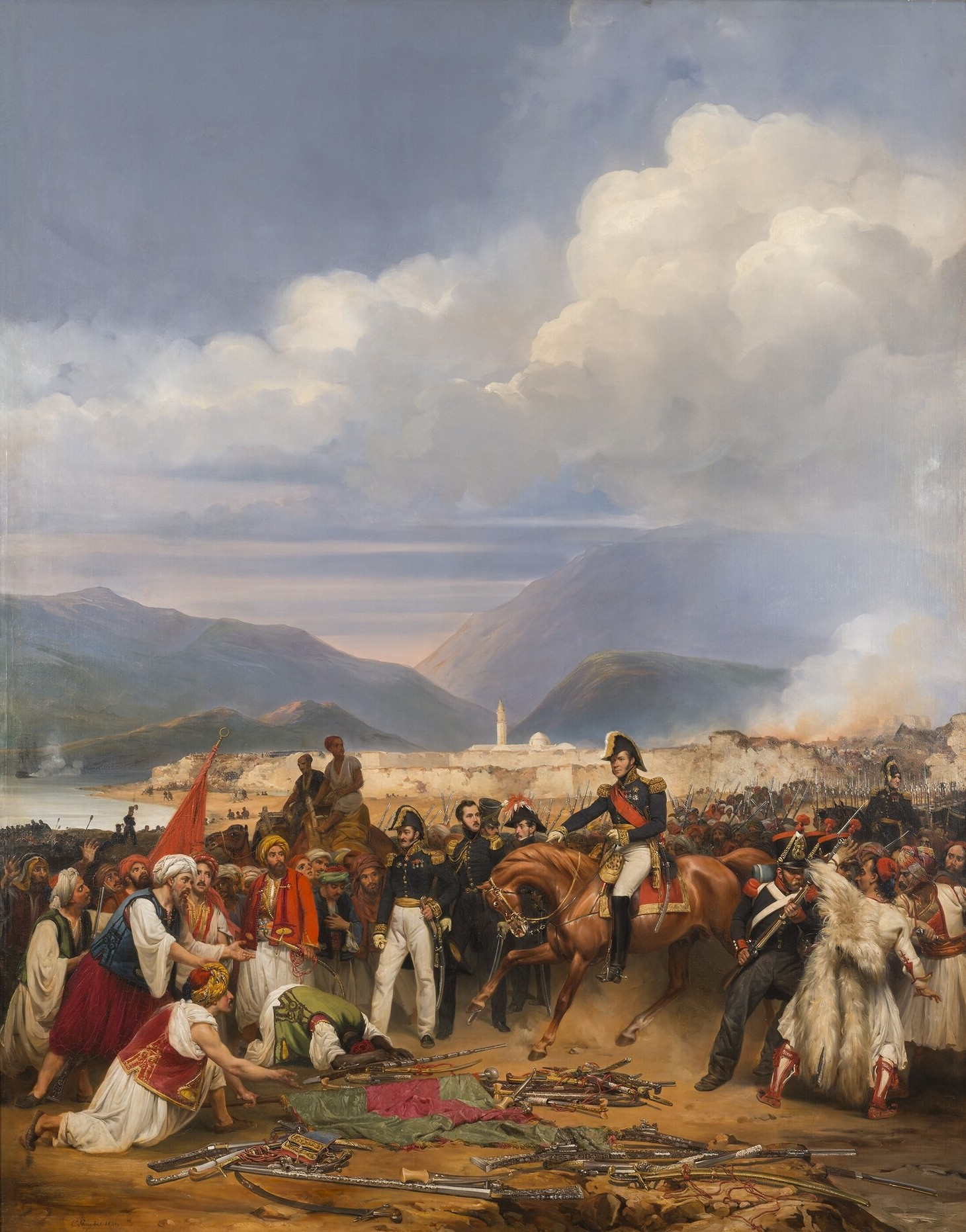
Der französische General Maison nimmt die Kapitulation des Château de Morée entgegen, 1828. Gemälde von Jean-Charles Langlois (1789–1870)

Als bleibender Wert der Expedition gelten die Aufzeichnungen der Gelehrten, Ingenieure und Künstler, die die Expedition begleiteten und die Landschaft, Fauna, Flora und archäologische Stätten dokumentierten.

## Publikation

### Section des Beaux-Arts
- Abel Blouet, Amable Ravoisié, Achille Poirot, Félix Trézel, Frédéric de Gournay: Expédition scientifique de Morée, ordonnée par le gouvernement français. 3 Bände, Paris 1831, 1833, 1838 Digitalisat (Universitätsbibliothek Heidelberg), Digitalisat ETH Zürich.
  - Bd. 1 Digitalisat auf Gallica, Digitalisat (Arachne)
  - Bd. 2 Digitalisat auf Gallica,
  - Bd. 3 Digitalisat auf Gallica, Digitalisat (Arachne).

### Section des Sciences Physiques
- Bd. 1: Jean Baptiste Bory de Saint-Vincent, Relation. [du voyage de la Commission scientifique de Morée dans le Péloponnèse, les Cyclades et l’Attique], Paris 1836–1838.  (Textband, Exemplar Bib. Neapel) in der Google-Buchsuche, (Exemplar Lausanne) in der Google-Buchsuche, (Exemplar Lyon) in der Google-Buchsuche,  (Textbd. 1. Teil, Exemplar Uni Complutense) in der Google-Buchsuche.
- Bd. 2,1: Jean Baptiste Bory de Saint-Vincent (et collaborateurs), Géographie et Géologie, 1. Teil Géographie, Paris 1834.  (Univ. Michigan) in der Google-Buchsuche.
- Bd. 2,2: Emile Le Puillon de Boblaye, P. Th. V. d'Aoust: Géographie et Géologie, 2. Teil Géologie et Minéralogie, Paris 1833.  (Exemplar Uni. Lausanne) in der Google-Buchsuche,  (Exemplar BSB) in der Google-Buchsuche.
- Bd. 3,1,1: M. I. G. Saint-Hilaire: Zoologie, 1. Teil Des animaux vertébrés. Mammifères et Oiseaux (Avec un Mémoire sur quelques fragmens d'un temple grec, représantant les douze travaux d'Hercule, von M. É. G. Saint-Hilaire), Paris 1833. Nachdruck 1856  (Exemplar Nationalbibliothek Neapel) in der Google-Buchsuche.
- Bd. 3,1,2: M. Brullé: Zoologie, 2. Teil Des animaux articulés, Paris 1832.  (Exemplar BSB) in der Google-Buchsuche,  (Exemplar ÖNB) in der Google-Buchsuche.
- Bd. 3,2: Jean Baptiste Fauché, Adolphe Brongniart, Jean Baptiste Bory de Saint-Vincent, Louis Anastase Chaubard: Botanique, Paris 1832.  (Exemplar Uni Lausanne) in der Google-Buchsuche.
  - Jean Baptiste Bory de Saint-Vincent, Louis Athanase Chaubard: Nouvelle Flore du Péloponnèse et des Cyclades., 1838 (édition revue et augmentée de Flore de Morée. de 1832).
  - Atlas, Paris 1831–1833, Digitalisat auf Gallica (Série: Botanique):

### Recherches géographiques
- Emil le Puillou de de Boblaye: Recherches Géographiques sur les Ruines de Morée., Paris 1836.   (Exemplar Uni Lausanne) in der Google-Buchsuche, (Exemplar ÖNB) in der Google-Buchsuche, (Exemplar BSB) in der Google-Buchsuche.

Daneben brachten Teilnehmer eigene Berichte heraus, die nicht Bestandteil der offiziellen Publikation waren.
- M. A. Duhaume (capitaine au 58ème régiment d'infanterie), Souvenirs de la Morée pour servir à l'histoire de l'expédition française en 1828 1829., Paris 1833. Digitalisat auf Gallica.
- Aumaury-Duval: Souvenir (1829–1830), Paris 1885. Digitalisat auf Gallica.